# Ischaemum agastyamalayanum
Ischaemum agastyamalayanum är en gräsart som beskrevs av Sreek., Janarth. och Ambrose Nathaniel Henry. Ischaemum agastyamalayanum ingår i släktet Ischaemum och familjen gräs. Inga underarter finns listade i Catalogue of Life.